# LZ 3 'ZI'
De zeppelin LZ3, waarin alle nog bruikbare delen van de LZ2 waren verwerkt, werd de eerste echt succesvolle zeppelin. In 1908 had het 4398 km afgelegd tijdens 45 vluchten, waaronder een lange-afstandsvlucht van 8 uur met 25 mensen aan boord.

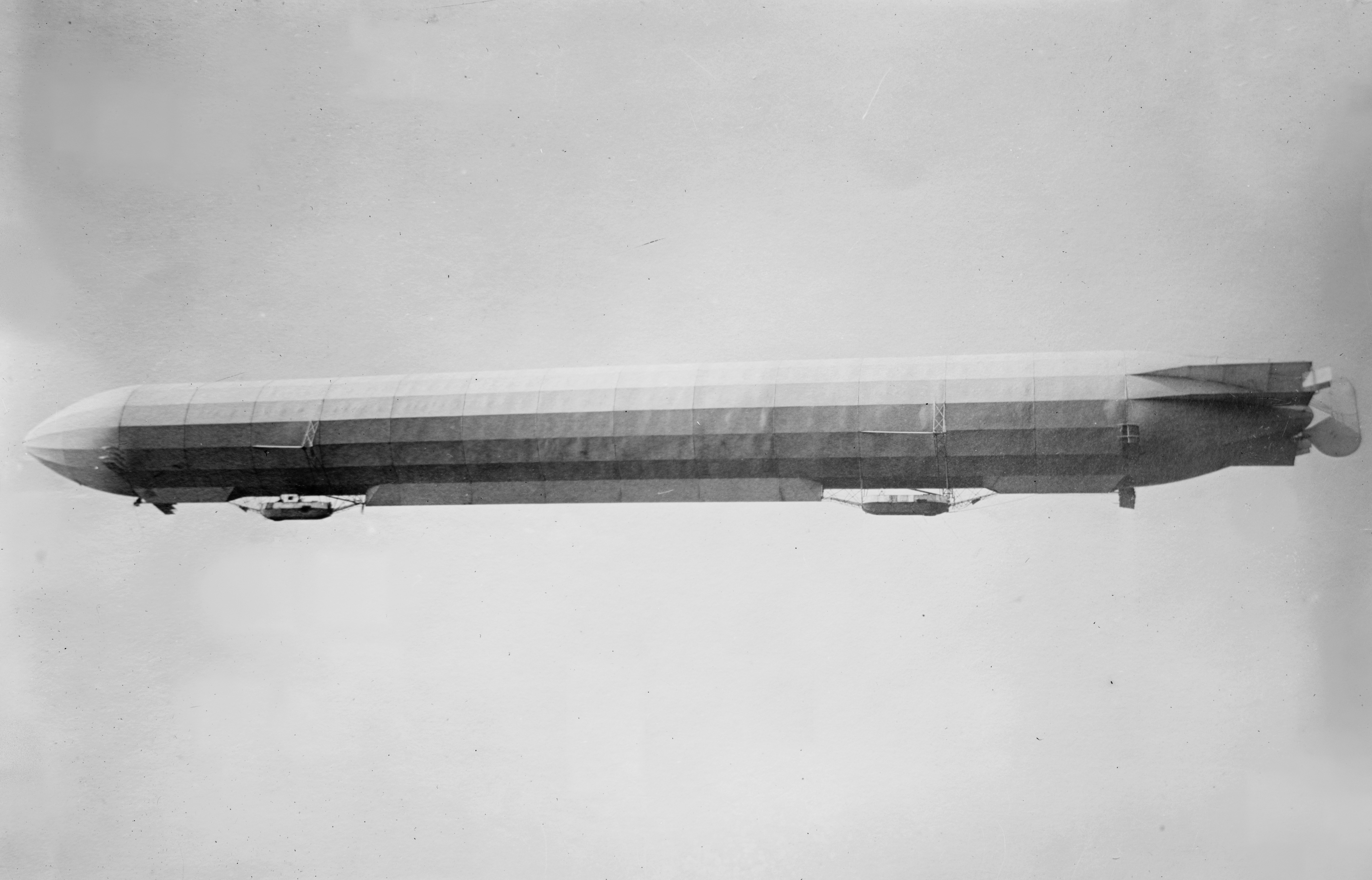
De LZ3 vliegt weg. Dit is een mooi voorbeeld van een zeppelin, waarbij de gondels goed te zien zijn evenals de loopgang tussen de gondels.

De Duitse krijgsmacht toonde nu belangstelling voor deze techniek. De LZ3 werd op kosten van het Duitse leger verlengd, gekocht door het leger en hernoemd naar Z I. Tot 1913 was deze zeppelin in gebruik als opleidingsschip. Tegen deze tijd was het technisch verouderd en werd de Z I buiten gebruik gesteld.
ZI · ZII · vervanging ZII · ZIII · vervanging ZI · ZIV · tweede vervanging ZI · ZV · ZVI · ZVII · ZVIII · ZIX